# 钦县
钦县，原為广东省轄內的一個縣級建制，舊日廣東下四府八鄉之一。 據載建置最早出現於明洪武九年(1376年)四月，由欽州降級而成。十四年(1381年)五月复升。民国元年(1912年)，撤钦州直隶州改置钦县，治所在今钦州市城区。1952年改隶广西省。1955年复属广东省。1963年撤销，改设钦州僮族自治县，1965年6月26日国务院批准自治县改属广西壮族自治区钦州专区，改为钦州县。